# Qualificazioni al campionato mondiale femminile di calcio 2023 - UEFA - Fase a gironi, gruppo C
Il gruppo C delle qualificazioni al campionato mondiale femminile di calcio 2023 è composto da cinque squadre: Paesi Bassi, Islanda, Rep. Ceca, Bielorussia e Cipro. La composizione dei sette gruppi di qualificazione della sezione UEFA è stata sorteggiata il 30 aprile 2021.

## Formula
Le cinque squadre si affrontano in un girone all'italiana con partite di andata e ritorno, per un totale di 10 partite. La squadra prima classificata si qualifica direttamente alla fase finale del torneo, mentre la seconda classificata accede ai play-off qualificazione.
In caso di parità di punti tra due o più squadre di uno stesso gruppo, le posizioni in classifica verranno determinate prendendo in considerazione, nell'ordine, i seguenti criteri:
1. maggiore numero di punti negli scontri diretti tra le squadre interessate (classifica avulsa);
2. migliore differenza reti negli scontri diretti tra le squadre interessate (classifica avulsa);
3. maggiore numero di reti segnate negli scontri diretti tra le squadre interessate (classifica avulsa);
4. maggiore numero di reti segnate in trasferta negli scontri diretti tra le squadre interessate (classifica avulsa), valido solo per il turno di qualificazione a gironi;
5. se, dopo aver applicato i criteri dall'1 al 4, ci sono squadre ancora in parità di punti, i criteri dall'1 al 4 si riapplicano alle sole squadre in questione. Se continua a persistere la parità, si procede con i criteri dal 6 all'11;
6. migliore differenza reti;
7. maggiore numero di reti segnate;
8. maggiore numero di reti segnate in trasferta;
9. maggiore numero di vittorie nel girone;
10. maggiore numero di vittorie in trasferta nel girone;
11. classifica del fair play;
12. posizione nel ranking UEFA in fase di sorteggio.

## Classifica
| Pos | Squadra     | Pt | G | V | N | P | GF | GS | DR  |
| --- | ----------- | -- | - | - | - | - | -- | -- | --- |
| 1.  | Paesi Bassi | 20 | 8 | 6 | 2 | 0 | 30 | 3  | +27 |
| 2.  | Islanda     | 18 | 8 | 6 | 0 | 2 | 25 | 3  | +22 |
| 3.  | Rep. Ceca   | 11 | 8 | 3 | 2 | 3 | 25 | 10 | +15 |
| 4.  | Bielorussia | 7  | 8 | 2 | 1 | 5 | 7  | 26 | -19 |
| 5.  | Cipro       | 1  | 8 | 0 | 1 | 7 | 2  | 48 | -46 |

## Risultati
| Arbitro: | Marina Krupskaja |

|                                                             |           |             |
| Kozyupa 6’ Shuppo 45+4’ (rig.) Pilipenko 51’ Shlapakova 59’ | Marcatori | 57’ Violari |

| Arbitro: | Ivana Martinčić |

|             |           |              |
| Miedema 83’ | Marcatori | 47’ Stašková |

| Arbitro: | Henrikke Nervik |

| |           |  |
| Stašková 10’, 63’ Charalambous 12’ (aut.) Dubcová 26’ Krejčiříková 42’ Martínková 56’, 65’ Cvrčková 90+3’ | Marcatori |  |

| Arbitro: | Rebecca Welch |

|  |           |                             |
|  | Marcatori | 23’ van de Donk 65’ Groenen |

| Arbitro: | Triinu Laos |

|  |           |                                                                                                 |
|  | Marcatori | 3’ Miedema 11’ van de Donk 19’, 49’, 53’ Roord 51’ (aut.) Charalambous 81’ Smits 87’ van Dongen |

| Arbitro: | Lina Lehtovaara |

|                                                                             |           |  |
| Votíková 12’ (aut.) Brynjarsdóttir 59’ Guðmundsdóttir 81’ G. Jónsdóttir 83’ | Marcatori |  |

| Arbitro: | Araksya Saribekyan |

|  |           |                             |
|  | Marcatori | 71’ Martens 75’ van de Donk |

| Arbitro: | Anastasija Romanjuk |

|                                                                                   |           |  |
| Brynjarsdóttir 14’ S. Jónsdóttir 21’, 55’ Vilhjálmsdóttir 45+1’ Jóhannsdóttir 64’ | Marcatori |  |

| Arbitro: | Irena Velevačkoska |

|           |           |               |
| Savva 60’ | Marcatori | 24’ Pilipenko |

| Arbitro: | Ewa Augustyn |

|                           |           |                                     |
| Svitková 11’ Necidová 60’ | Marcatori | 51’ van de Donk 90+3’ van der Gragt |

| Arbitro: | Louise Thompson |

|  |           |                                                                                      |
|  | Marcatori | 7’ Vilhjálmsdóttir 16’ (rig.) Þorvaldsdóttir 37’ S. Jónsdóttir 61’ Guðr. Arnardóttir |

| Arbitro: | Jelena Pejković |

|  |           |                                                                                  |
|  | Marcatori | 16’ Brynjarsdóttir 24’ G. Jónsdóttir 25’ Þorvaldsdóttir 48’, 57’ Vilhjálmsdóttir |

| Arbitro: | Alexandra Collin |

|                                                                                                |           |  |
| Miedema 23’, 41’, 44’, 54’, 69’, 76’ Roord 26’, 34’, 56’ Beerensteyn 52’ Spitse 60’ Brugts 77’ | Marcatori |  |

| Arbitro: | Lorraine Watson |

|  |           |                   |
|  | Marcatori | 36’ G. Jónsdóttir |

| Arbitro: | Kristina Georgieva |

|                |           |                  |
| Valiuk 8’, 19’ | Marcatori | 29’ Szewieczková |

| Arbitro: | Simona Ghisletta |

|                                      |           |  |
| Roord 13’ Nouwen 59’ Beerensteyn 85’ | Marcatori |  |

| Arbitro: | Zulema Gonzalez Gonzalez |

|  |           |                                                                                         |
|  | Marcatori | 10’ L. Martínková 18’ K. Dubcová 21’ Khýrová 45’ Szewieczková 78’ Svitková 80’ Stašková |

| Arbitro: | Karoline Wacker |

|                                                                                         |           |  |
| Gunnarsdóttir 12’ (rig.), 15’ Brynjarsdóttir 47’, 81’ Viggósdóttir 71’ Magnúsdóttir 82’ | Marcatori |  |

| Arbitro: | Victoria Beyer |

|                                                                                             |           |  |
| Svitková 28’, 31’ Valiuk 41’ (aut.) Khýrová 50’ Sonntagová 68’ Mrázová 90+1’ Dlasková 90+3’ | Marcatori |  |

| Arbitro: | Rebecca Welch |

|              |           |  |
| Brugts 90+3’ | Marcatori |  |

## Statistiche

### Classifica marcatrici
8 reti
- Vivianne Miedema

7 reti
- Jill Roord

5 reti
- Dagný Brynjarsdóttir

4 reti
- Karólína Lea Vilhjálmsdóttir
- Daniëlle van de Donk
- Andrea Stašková
- Kateřina Svitková

3 reti
- Gunnhildur Yrsa Jónsdóttir
- Sveindís Jane Jónsdóttir
- Lucie Martínková

2 reti
- Anna Pilipenko
- Viktoryia Valiuk
- Sara Björk Gunnarsdóttir (1 rig.)
- Berglind Björg Þorvaldsdóttir (1 rig.)
- Lineth Beerensteyn
- Esmee Brugts
- Kamila Dubcová
- Michaela Khýrová
- Tereza Szewieczková

1 rete
- Anna Kozyupa
- Anastasiya Shlapakova (1 rig.)
- Anastasiya Shuppo
- Filippa Savva
- Antri Violari
- Guðrún Arnardóttir
- Svava Rós Guðmundsdóttir
- Alexandra Jóhannsdóttir
- Selma Sól Magnúsdóttir
- Glódís Perla Viggósdóttir
- Jackie Groenen
- Lieke Martens
- Aniek Nouwen
- Joëlle Smits
- Sherida Spitse
- Stefanie van der Gragt
- Merel van Dongen
- Klára Cvrčková
- Anna Dlasková
- Tereza Krejčiříková
- Miroslava Mrázová
- Simona Necidová
- Eliška Sonntagová

1 autorete
- Viktoryia Valiuk (1 a favore della Repubblica Ceca)
- Chara Charalambous (1 a favore dei Paesi Bassi)
- Barbora Votíková (1 a favore dell'Islanda)